# Cantonul Eybens
Cantonul Eybens este un canton din arondismentul Grenoble, departamentul Isère, regiunea Rhône-Alpes, Franța.

## Comune
- Eybens (reședință)
- Gières
- Herbeys
- Poisat
- Venon